# Riu Suru
El Suru (en hindi: सुरु ; en urdú: سرو دریا) és un riu que discorre pel districte de Kargil, al Ladakh, Índia; i el districte de Skardu, al Baltistan, Pakistan. Fa 185 km i és un afluent de l'Indus.
Neix a la glacera Panzella, a l'oest del Pensi La. Inicialment flueix cap al nord, per després girar cap a l'oest. Un cop superat el massís de Nun Kun torna a girar cap al nord. Travessa la ciutat de Kargil i poc després rep el Dras per l'esquerra. 20 km després desemboca a l'Indus.